# Westport (Dakota du Sud)
Pour les articles homonymes, voir Westport.
Westport est une municipalité américaine située dans le comté de Brown, dans l'État du Dakota du Sud.
La localité doit son nom à un dirigeant du Milwaukee Railroad.

## Démographie
| 1980 | 1990 | 2000 | 2010 | - | - |
| ---- | ---- | ---- | ---- | - | - |
| 122  | 112  | 125  | 133  | - | - |

Selon le recensement de 2010, Westport compte 133 habitants. La municipalité s'étend sur 0,23 milles carrés (0,6 km2).